# عیسی تدین
عیسی تدین سیاست‌مدار ایرانی بود، که در دوره بیست و چهارم مجلس شورای ملی بعنوان نماینده بم از استان کرمان در مجلس شورای ملی حضور داشت.